# Vinciguerria mabahiss
Vinciguerria mabahiss és una espècie de peix pertanyent a la família Phosichthyidae.

## Hàbitat
És un peix marí i batipelàgic que viu entre 0-500 m de fondària.

## Distribució geogràfica
Es troba al mar Roig.

## Observacions
És inofensiu per als humans.